# Рытикова, Юлия Сергеевна
Юлия Сергеевна Рытикова (бел. Юлія Сяргееўна Рыцікава, урождённая Дурейко (бел. Дурэйка); 8 сентября 1986, Сморгонь) — белорусская баскетболистка. Выступала за национальные команды своей страны всех уровней: от юниоров до взрослых (дебютировала в национальной сборной в 2005 году). Играет на позиции лёгкого форварда. Мастер спорта международного класса.

## Карьера
Юлия Рытикова — воспитанница Сморгонской СДЮШОР. Первый тренер — Жанна Васильевна Грехова.
Выступала за белорусские клубы РУОР (2000—2005), «Березина-РЦОР» (2008—2009), «Горизонт» (2010—2011, 2015—2017, 2019—2022, с 2023), российские клубы «Надежда» (Оренбург) (2005—2007), «Динамо» (Курск) (2011—2012) и польский клуб «Гожув» (2009—2010, 2017—2019) (сезон 2007/2008 пропускала из-за травмы, сезоны 2012/2013, 2013/2014 и 2022/2023 — из-за рождения детей).
Выступала за сборную Беларуси на чемпионатах Европы 2009, 2011, 2015, 2017, 2019, 2021, чемпионате мира 2010 и Олимпийских играх 2016.
По опросу газеты «Прессбол» признана лучшей баскетболисткой Беларуси сезона 2023/2024.
Окончила Оренбургский государственный педагогический университет.

## Достижения
- Чемпионка Беларуси: 2010/2011, 2015/2016, 2020/2021, 2021/2022, 2024/2025.
- Серебряный призер чемпионата Беларуси: 2008/2009, 2014/2015, 2016/2017, 2019/2020, 2023/2024.
- Серебряный призер чемпионата Польши: 2009/2010, 2018/2019.
- Обладатель Кубка Беларуси: 2008, 2015, 2020, 2021, 2023, 2024.
- Обладатель Кубка Европы ФИБА: 2011/2012.
- Чемпионка EWBL: 2020/2021.
- Бронзовый призёр БЖБЛ: 2010/2011.

## Личная жизнь
- 16 июля 2011 года вступила в брак с Рытиковым Алексеем, изменив фамилию на Рытикова[9].
- 15 июля 2013 года в г. Минске родила сына.
- 4 марта 2023 года родила второго сына[10].